# Nehemija (knjiga)
Nehemija je jedna od knjiga Staroga zavjeta i Biblije. Tvori cjelinu s Ezrinom knjigom. Pisac je Nehemija. Biblijska kratica knjige je Neh.
Knjiga je povezana u cjelinu s Ezrinom knjigom, nastavak je te knjige, nekada se naziva i Drugom Ezrinom knjigom. U obje knjige nalazi se gotovo istovjetan popis židovskih povratnika (Ezr 2, Neh 7). Nekada su može činile istu knjigu pa su kasnije razdvojene. 
Pisac je Nehemija (hebr. "Jahve tješi"), "sin Hakalijin (Neh 1,1)", visoki židovski službenik s dvora perzijskoga kralja, kraljev peharnik (Neh 1,11).  
Ni gotovo sto godina nakon povratka iz babilonskoga sužanjstva, 445. g. pr. Kr., obnova Jeruzalema nije još gotova. 
Dvadesete godine kraljevanja perzijskog kralja Artakserksa I., Nehemija je dobio kraljevo dopuštenje otputovati u Jeruzalem s materijalnom pomoći, da pomogne obnovu grada. Došao je i organizirao radove: "Vidite u kakvoj smo nevolji: Jeruzalem je u ruševinama, a vrata mu spaljena. Hajde, sagradimo jeruzalemski zid da više ne budemo izloženi ruglu (Neh 2,17)." Pripadnici okolnih naroda nisu se slagali s time. Gradile su se zidine i vrata. Neprijatelji izvana i protivnici unutar naroda, prijetili su Nehemiji i graditeljima. Stoga su organizirali straže i obranu: "samo (je) polovica mojih momaka obavljala posao, a ostali su držali koplja, štitove, lukove i oklope, a glavari stajali iza doma Judina, koji je gradio zid (Neh 4,10-11)." Vjerovali su u Božju pomoć. Nastala je i unutarnja pobuna zbog nameta, koje su donijeli upravitelji prije Nehemije. On je to riješio i dogovorio oslobođenje od nameta. Osobno nije tražio upraviteljski porez na kruh, jer je narod već bio teško opterećen (Neh 5,18). Neprijatelji su ga opet htjeli napasti, ali nisu uspjeli. Zid je završen za pedeset i dva dana (Neh 6,15). To je bilo veliko iznenađenje: "A kad su čuli svi naši neprijatelji i vidjeli svi pogani oko nas, bilo je to čudo u očima njihovim, jer su shvatili da je Bog naš učinio to djelo (Neh 6,16)." 
Od 8. do 10. poglavlja opisuje se obnova duhovnoga života u židovskom narodu u Jeruzalemu. Čitali su javno na trgu knjigu Mojsijeva zakona, postili, ispovijedali svoje grijehe i slavili Boga. U gradu se povećao broj stanovnika, jer su dragovoljno dolazili Židovi iz drugih krajeva. Nehemija navodi njihova imena. Obavljeno je svečano posvećenje zida. Poslije dvanaest godina boravka u Jeruzalemu, Nehemija se vratio u Perziju. 
Nakon nekog vremena vratio se i primijetio loše pojave u gradu, zapušten je bio Dom Božji, ljudi su radili teške poslove i na svete dane (subota), bilo je mješovitih brakova s poganima. Potrudio se popraviti stanje i utvrditi načela i red. 